# Санела Дженкінс
Санела Дженкінс (босн. Sanela Jenkins), уроджена Санела Чатич (босн. Sanela Ćatić), також відома як Санела Даяна Дженкінс (англ. Sanela Diana Jenkins, народилася в 1973 році в Сараєво) — боснійська підприємець і філантроп, що живе в Каліфорнії.

## Біографія

### Бізнес
Уродженка Сараєво, перша із двох дітей в боснійській сім'ї середнього класу. Батько — економіст, мати — бухгалтер. Провела дитинство в Сараєві. Вивчала економіку в Сараєвському університеті, але після початку війни і подальшої облоги Сараєва втекла з країни спочатку до Хорватії, а потім у Лондон, де продовжила освіту.
Будучи студенткою, придбала лінію купальників Melissa Odabash. Випустила книгу «Room 23» з фотографіями Дебори Андерсон. Серед людей, чиї фотографії потрапили в книгу, були Джордж Клуні і Елтон Джон. Доходи від продажу книги пішли на благодійні цілі.
У 2009 році Дженкінс запустила лінію напоїв Neuro з натуральними інгредієнтами, що випускаються в упаковках з перероблених матеріалів. Продукти поширюються в США і продаються компаніями Target Corporation, Walgreens, Safeway Inc і Seven Eleven. Напої використовуються для відновлення сил і витривалості протягом дня, виходять під іменами Passion, Sleep, Sonic, Trim, Daily і Bliss. У 2012 році створила студію звукозапису «D Empire Entertainment», з яким співпрацювали Райан Теддер з групи OneRepublic, Кріс Браун, Шон Кінгстон і Ешер Монро.
З серпня 2010 року в Боснії мовить приватний телеканал TV1, власником якого є Дженкінс, з центром в Сараєво.

### Благодійність
У 2002 році Санела заснувала фонд імені Ірніса Чатича в пам'ять свого брата, який загинув у Боснійській війні. Фонд є спонсором медичного факультету Сараєвського університету. У 2009 році Дженкінс нагороджена премією «Peace Connection» від Центру миру та співробітництва між народами (лауреатами цієї премії ставали Боно і Нельсон Мандела. У серпні 2008 року заснований Проект прав людини імені Санели Даяни Дженкінс в Каліфорнійському університеті в Лос-Анджелесі. Проект займається адвокатською діяльністю і є першою програмою в галузі міжнародного права і прав людини, впровадженої на юридичному факультеті якогось університету в західних штатах США.
У 2010 році Санела Дженкінс і Шон Пенн заснували фонд допомоги жертвам землетрусу на Гаїті, який займався постачанням медикаментів тисячам потерпілих і тим, хто залишився без житла. Дженкінс порівняла наслідки землетрусу на Гаїті з наслідками війни в Боснії, зазначила важливість надання гуманітарної допомоги і наполягла на тому, щоб війська США не залишали острів. Дженкінс також вносить великі гроші для боротьби проти СНІДу: так, 7 березня 2010 року фондом імені Елтона Джона з боротьби проти СНІДу організована вечірка, спонсорами якої стали Дженкінс і компанія Neuro. Фонд зібрав у той день 3,7 млн доларів США.
У березні 2010 року Дженкінс виступила на захист президента Федерації Боснії і Герцеговини Еюпа Ганича, якого вимагала екстрадувати влада Сербії.

## Родина
У 1999 році Самела вийшла заміж за банкіра Роберта Дженкінса. Пара познайомилася в спортзалі в Барбікані (Лондон), де Дженкінс проживав після розлучення з першою дружиною. У шлюбі народилися двоє дітей. Пара розпалася в 2011 році, Самела отримала 150 млн фунтів стерлінгів після розлучення. У 2011 році Самела назвала своє розлучення самим щасливим, оскільки завдяки цьому увійшла в число 500 найбагатших людей Великої Британії в 2012 році.